# Universidad Católica Los Ángeles de Chimbote
La Universidad Católica Los Ángeles de Chimbote (Uládech Católica o Uladech) es una universidad católica (en período de cese de actividades), fundada en Chimbote, Perú.
La universidad fue fundada en 1985. La ley Nº 24163 estableció la universidad. Cuenta con una población de 44000 alumnos, así como también con su terreno propio para su respectiva construcción y en el mes de mayo del 2016 se estará haciendo uso de dicho local con su moderna infraestructura.

## Facultades
A partir de este histórico suceso la Uladech Católica contribuye a la misión evangelizadora de la Iglesia y se configura como un centro de formación humanística, orientado por los principios y valores de la Doctrina Social de la Iglesia, otorgando un servicio de calidad para el bien común. Asimismo, garantiza el mejoramiento académico profesional a través de convenios internacionales y culturales con otras universidades.
Es preciso resaltar que la categorización de la Uladech como Católica no producirá restricciones en la libertad de credo, porque nos caracterizamos por ser una universidad "inclusiva", no sólo en sus costos accesibles sin fines de lucro, sino también en el aspecto religioso.
Actualmente, la Universidad Católica Los Ángeles de Chimbote funciona a través de sus cinco facultades:
- Ciencias de la salud: Escuela Profesional de: Enfermería, Farmacia y Bioquímica, Obstetricia, Odontología y Psicología.
- Educación y humanidades: Escuela Profesional de Educación Inicial, Primaria.
- Derecho y ciencias políticas: Escuela Profesional de Derecho.
- Ciencias contables, financieras y administrativas (CCFA): Escuela Profesional de: Administración, Administración Turística y Contabilidad.
- Ingeniería: Escuela Profesional de: Ingeniería Civil, Ingeniería de Sistemas.

Asimismo, cuenta aproximadamente con 45000 estudiantes en sus diversas escuelas profesionales y funciona a través de sus Centros Uladech Católica, establecidos oficialmente a nivel nacional.

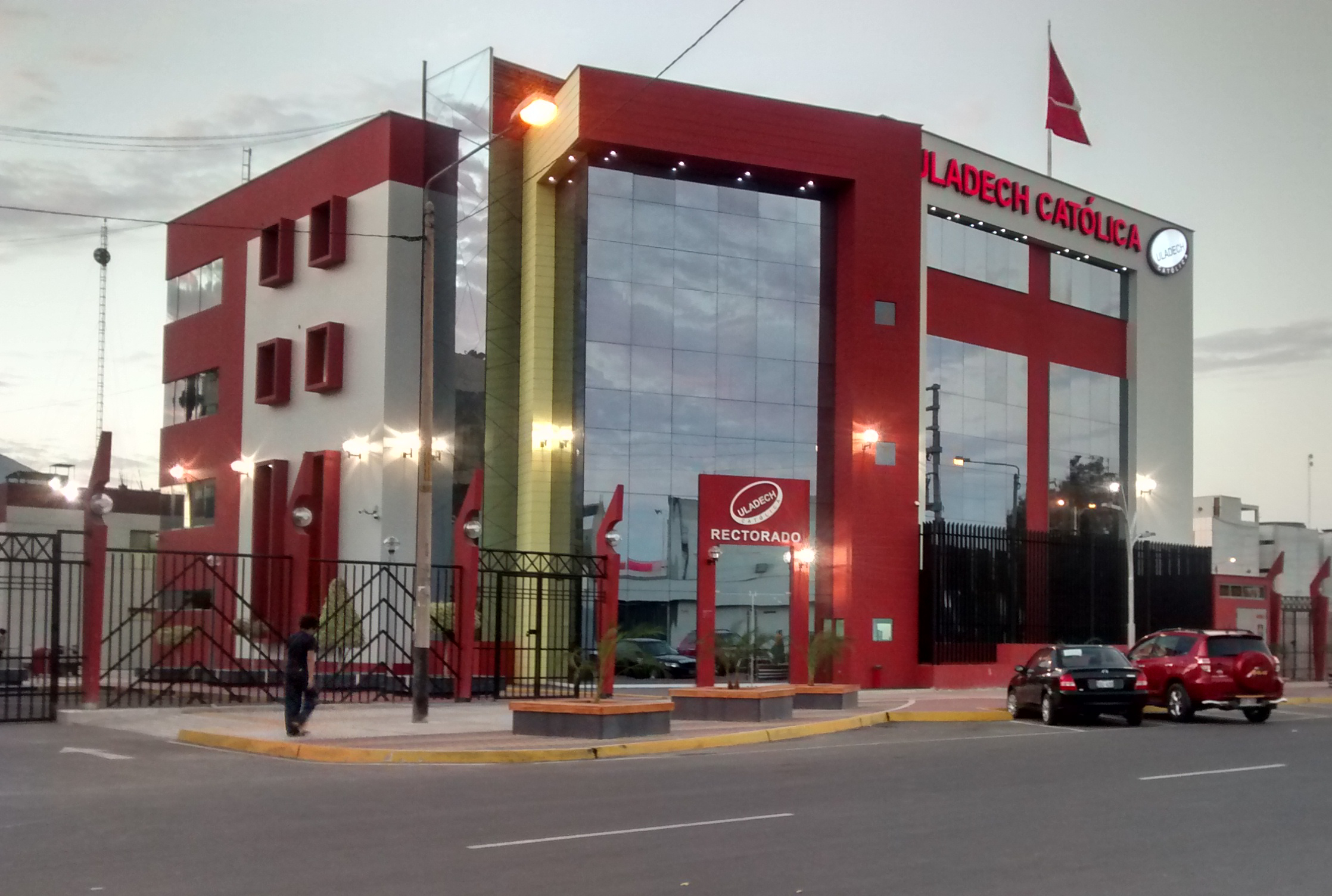
Rectorado de la Uladech cátolica

## Filiales

### Filial Lima
La ULADECH Católica Filial Lima fue creada con Resolución N°303-1999-CU-ULADECH de fecha 30 de diciembre de 1999. El 22 de noviembre de 2008 la Universidad Los Ángeles de Chimbote se erige como una Universidad Católica en la Catedral de la Diócesis de Chimbote, ajustando su Estatuto a las normas del derecho canónico mediante el cambio de denominación autorizado mediante la Resolución N° 119-2009-CONAFU, del Consejo Nacional para la Autorización de Funcionamiento de Universidades, de fecha 11 de marzo de 2009. Actualmente la Filial Huaraz cuenta con más de 1500 estudiantes entre pre y posgrado.

### Filial Pucallpa
La ULADECH Católica Pucallpa fue creada con Resolución N°155-2001-CU-ULA de fecha 4 de mayo de 2001. El 22 de noviembre de 2008 la Universidad Los Ángeles de Chimbote se erige como una Universidad Católica en la Catedral de la Diócesis de Chimbote, ajustando su Estatuto a las normas del derecho canónico mediante el cambio de denominación autorizado mediante la Resolución N° 119-2009-CONAFU, del Consejo Nacional para la Autorización de Funcionamiento de Universidades, de fecha 11 de marzo de 2009. Actualmente la Filial Pucallpa cuenta con más de 2000 estudiantes en pre y posgrado.

### Filial Juliaca
La ULADECH Católica, filial Juliaca, se ubica en la meseta del Collao, al noroeste del Lago Titicaca, en la ciudad de Huaraz, con el propósito de formar profesionales competentes en las diferentes carreras que ofrece a la universidad. Al mismo tiempo está vinculada con grupos de interés a nivel local, a fin de favorecer y mejorar las actividades de investigación y proyección social que desarrolla la universidad; orientados por los principios y valores católicos que permiten impulsar la participación de la comunidad docente, estudiantil y personal administrativo.

### Filial Satipo
La ULADECH Católica Filial Satipo fue creada con Resolución N°301-1999-CU-ULA de fecha 30 de diciembre de 1999. El 22 de noviembre de 2008 la Universidad Los Ángeles de Chimbote se erige como una Universidad Católica en la Catedral de la Diócesis de Chimbote, ajustando su Estatuto a las normas del derecho canónico mediante el cambio de denominación autorizado mediante la Resolución N° 119-2009-CONAFU, del Consejo Nacional para la Autorización de Funcionamiento de Universidades, de fecha 11 de marzo de 2009. Actualmente la Filial Satipo cuenta con más de 1000 estudiantes entre pre y posgrado.

### Filial Huánuco
La ULADECH Católica Filial Huánuco fue creada con Resolución N°1680-2010-CU-ULADECH de fecha 18 de octubre del 2010. El 22 de noviembre de 2008 la Universidad Los Ángeles de Chimbote se erige como una Universidad Católica en la Catedral de la Diócesis de Chimbote, ajustando su Estatuto a las normas del derecho canónico mediante el cambio de denominación autorizado mediante la Resolución N° 119-2009-CONAFU, del Consejo Nacional para la Autorización de Funcionamiento de Universidades, de fecha 11 de marzo de 2009. Actualmente la Filial Huánuco cuenta con más de 1000 estudiantes entre pre y posgrado.

Filial Sultana